# Greatest Hits (album av Atomic Kitten)
Greatest Hits är ett samlingsalbum av Atomic Kitten, utgivet den 5 april 2004.

## Låtförteckning
1. "Whole Again" 3:07
2. "Ladies' Night" 3:08
3. "The Tide is High" 3:25
4. "It's OK!" 3:15
5. "Be With You" 3:38
6. "If You Come To Me" 3:46
7. "Eternal Flame" 3:35
8. "Love Doesn't Have To Hurt" 3:28
9. "The Last Goodbye" 3:07
10. "Right Now 2004" 3:48
11. "See Ya" 2:52
12. "I Want Your Love" 3:15
13. "You Are" 3:31
14. "Cradle" 3:45
15. "Someone Like Me" 4:37

## Listplaceringar
| Land              | Datum         | Topplacering | Certifiering | Sålda exemplar |
| ----------------- | ------------- | ------------ | ------------ | -------------- |
| Storbritannien    | April 2004    | #5           | Guld         | ~280 000       |
| Nya Zeeland       | 17 maj 2004   | #8           | Guld         |                |
| Österrike         | 18 april 2004 | #24          |              |                |
| Republiken Irland | April 2004    | #19          |              |                |
| Nederländerna     | April 2004    | #35          |              |                |
| Schweiz           | 2 maj 2004    | #61          |              |                |
| Mexiko            | April 2004    | #89          |              |                |